# Грудеста метличина
Грудеста метличина, още ряповидна метличина (Centaurea napulifera), е вид растение от род Метличина, семейство Сложноцветни.

## Описание
Многогодишно растения с грудковидно задебелени корени. Расте съвсем ниско – на 3 – 5 см от земята. Грудковидните корени постепенно се разширяват от основата и постепенно се стесняват в опашчица към върха. Придатъкът на обвивните листчета е тясно низбягващ почти до основата. Високи са 5 – 30 см. Често бива използвано като декоративно растение.

## Разпространение
Расте на пасища, ливади, тревисти, каменисти места и други огрени от слънцето открити пространства. Видът е установен във всички флористични райони от 200 до 1800 метра надморска височина. Грудестата метличина е разпространена в цяла България, включително и в Странджа планина. Цъфти от май до юли с бели, по-рядко розови или лилави цветовете. Видът не е защитен.